# Lao She
Lao She en chino: 老舍, en pinyin: Lǎo Shě, (Pekín, China; 3 de febrero de 1899 - ibídem, 24 de agosto de 1966) fue un escritor chino, uno de los máximos representantes de la literatura china del siglo XX. Lao She fue novelista y dramaturgo. Sus obras más importantes son la novela El camello Xiangzi y la obra de teatro El salón de té.

## Biografía
Nació el 3 de febrero de 1899 en Pekín, China, y era de etnia manchú. Su nombre real era Shū Qìngchūn (chino tradicional: 舒慶春, chino simplificado: 舒庆春). Su padre era soldado y murió en una batalla callejera con las fuerzas de las ocho potencias aliadas durante la rebelión de los bóxers el 20 de junio de 1900, cuando él tenía casi un año y medio, y su familia vivía en condiciones de penuria económica. No pudo asistir a la escuela hasta los nueve años, cuando logró una beca para estudiar en una escuela primaria privada. En 1913 ingresó en una escuela secundaria de Pekín, pero debido a las dificultades económicas de la familia, tuvo que abandonar los estudios. Algunos meses después, aprobó el examen de ingreso en una escuela subvencionada, de educación gratuita, donde estudiaría hasta graduarse en 1918. Su brillantez en los estudios le permitió en ese momento, con solo diecinueve años, obtener una plaza como director de una escuela primaria. Durante los siguientes años se dedicaría a la enseñanza en diversas instituciones de Pekín y Tianjin.
A Lao She le influyó de manera muy intensa el Movimiento del Cuatro de mayo de 1919. De hecho llegó a afirmar que "el 4 de mayo me dio un alma nueva y un lenguaje literario nuevo. [...] Gracias al 4 de mayo me convertí en escritor" (Cita de Lǎo Shě Wénjì (Shí Sì)，Editorial Rénmín Wénxué Chūbǎnshè，1995). En 1921 asistía a clases nocturnas de inglés en una iglesia protestante, donde comenzó a asistir a las ceremonias religiosas. Se hizo cristiano, siendo bautizado en 1922.
Entre 1924 y 1929 fue profesor de chino en la Escuela de Estudios Orientales de la Universidad de Londres. En la biblioteca de la prestigiosa escuela londinense escribió sus tres primeras novelas, "La Filosofía del Viejo Zhang", "Zhao Ziyue" y "Ma e Hijo". En el verano de 1929 se fue definitivamente de Londres, recalando en Singapur, donde impartiría también clases de chino durante varios meses. En la primavera de 1930 regresó a China.
Entre 1930 y 1937, residió en la ciudad norteña de Jinan, capital de la provincia de Shandong, donde impartió clases en la Universidad de Jilu y en la Universidad de Shandong. Durante esta época, escribió el ensayo satírico "La Ciudad de los Gatos", así como sus famosas novelas El camello Xiangzi y Divorcio.
Tras la invasión japonesa en 1937, Lao She formó parte de asociaciones patrióticas de intelectuales que apoyaban desde el mundo intelectual la lucha contra la invasión japonesa. Durante la ocupación japonesa, Lao She se instaló en Chongqing, la capital de guerra del gobierno nacionalista del Kuomintang, aliado con el Partido Comunista Chino en un frente común contra la invasión japonesa.
El tema de la lucha contra los japoneses lo abordaría Lao She en su novela Cuatro generaciones bajo un mismo techo, que empezó a escribir en esta época. Tras el final de la Segunda Guerra Mundial con la derrota de Japón, Lao She decide aceptar la invitación para ocupar un puesto de profesor en los Estados Unidos, a donde se va en marzo de 1946.
Tras la proclamación de la República Popular China en 1949, el primer ministro Zhou Enlai invita a Lao She a volver al país. Lao She regresa a China, donde se convirtió en uno de los escritores ensalzados por el régimen comunista, que lo consideraba un "artista del pueblo". Vivió cómodamente en Pekín ocupando diversos cargos institucionales en el mundo cultural de la República Popular China hasta el año 1966 en que, como muchos otros intelectuales, será blanco de las críticas brutales de los guardias rojos de la Revolución Cultural maoísta.

## Muerte
El 23 de agosto de 1966, en plena Revolución Cultural, Lao She fue citado en el Templo de Confucio de la capital china junto a otros intelectuales acusados de "derechismo". Lao She fue insultado, vejado y golpeado por los guardias rojos, primero en el Templo de Confucio, y después en una comisaría. Al final del día se le permitió volver a su casa con su esposa, y le ordenaron volver al día siguiente para continuar sus sesiones de autocrítica. Según la versión oficial, al día siguiente Lao She fue al lago de Taiping en Pekín, donde pasó largas horas hasta que, de noche, se suicidó sumergiéndose y ahogándose en el lago. Otras fuentes sugieren que murió apaleado por la Guardia Roja cerca del Templo de Confucio.
En 1978, tras la subida al poder de Deng Xiaoping, la figura de Lao She fue rehabilitada a título póstumo, y volvieron a editarse sus libros en la República Popular China. En la actualidad está considerado uno de los grandes nombres de la literatura china del siglo XX.

## Obra
La mayor parte de las historias de Lao She se desarrollan en Pekín, y los diálogos se caracterizan por la profusión de expresiones coloquiales pequinesas. En sus obras se relatan los sufrimientos de los más desfavorecidos.
Algunas de sus obras han sido traducidas al español.
A continuación se listan sus obras más importantes.

### Novelas
- La filosofía del viejo Zhang, 1926 (老張的哲學 / 老张的哲学 Lǎo Zhāng de zhèxué).[7]
- La ciudad de los gatos, 1932 (貓城記 / 猫城记 māo chéng jì).
- Divorcio, 1932 (離婚 / 离婚 líhūn).
- El camello Xiangzi, 1936 (駱駝祥子 / 骆驼祥子 luòtuo Xiángzi).[8]
- Cuatro generaciones bajo el mismo techo, 1945 (四世同堂 sì shì tóng táng).

### Obras de teatro
- El salón de té, 1956 (茶館 / 茶馆 cháguǎn).[9]